# Moricizin
Moricizin ist ein Arzneistoff aus der Gruppe der Antiarrhythmika, der zur Behandlung von Herzrhythmusstörungen eingesetzt wird. Als Natriumkanalblocker ohne Wirkung auf die Dauer des Aktionspotentials wird es zur Klasse Ic der Vaughan/Williams-Klassifikation gezählt. In Europa ist Moricizin nicht mehr zugelassen.
Gefürchtet sind mögliche paradox proarrhythmische Effekte des Moricizin, seit in der CAST-Studie unter Moricizin zwar eine signifikante Reduktion von ventrikulären Extrasystolen, aber eine nicht signifikante Zunahme der Gesamtmortalität von 5,4 auf 7,2 Prozent beobachtet wurde.

## Externe Links zu erwähnten Verbindungen
1. ↑  Externe Identifikatoren von bzw. Datenbank-Links zu Moricizin·Hydrochlorid:  CAS-Nr.: 29560-58-5, PubChem: 34632, ChemSpider: 31871, Wikidata: Q27130132.